# Kleisthenes von Athen

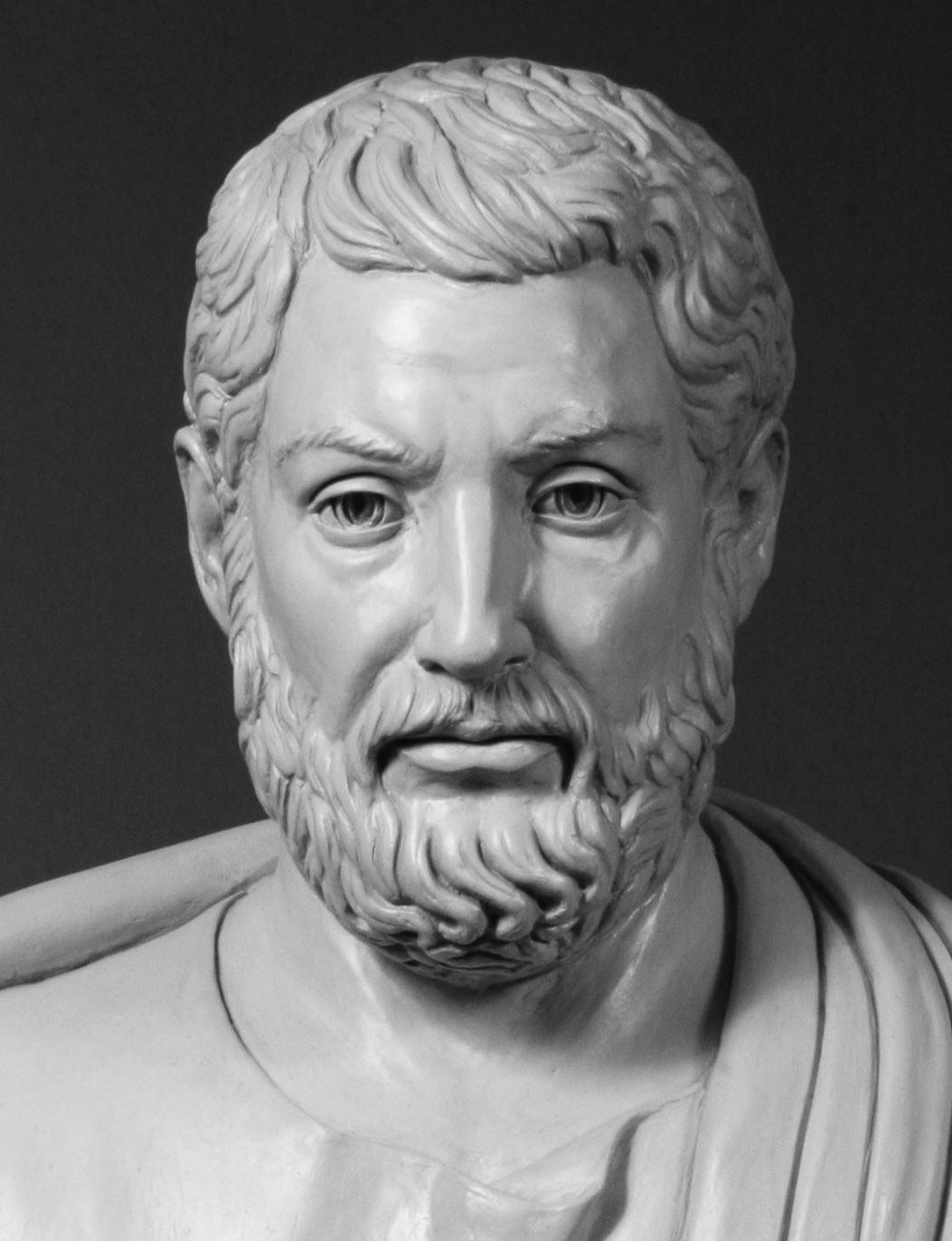
Kleisthenes, moderne Gipsbüste der Bildhauerin Anna Christoforidis aus dem Jahr 2004 in der Ohio General Assembly

Kleisthenes von Athen (altgriechisch Κλεισθένης Kleisthénēs, im Deutschen auf der ersten Silbe betont; * um 570 v. Chr.; † nach 507 v. Chr.) war ein Politiker und Staatsmann im Athen des 6. Jahrhunderts v. Chr. Sein Name ist untrennbar verbunden mit den 508/507 v. Chr. durchgeführten Kleisthenischen Reformen, die bereits in der Antike als Meilenstein auf dem Weg zur attischen Demokratie angesehen wurden.
Kleisthenes stammte aus der Familie der Alkmeoniden und war der Sohn des Megakles. Seine Mutter Agariste war die Tochter des sikyonischen Tyrannen Kleisthenes. Die Alkmeoniden gehörten zu den Eupatridai, den einflussreichen attischen Adelsgeschlechtern, und waren damit potentielle Rivalen der Peisistratiden-Tyrannis. Anfangs waren die Alkmeoniden aber offenbar Unterstützer der Tyrannis, denn Kleisthenes wurde wahrscheinlich unter dem Tyrannen Hippias im Jahr 525/24 v. Chr. Archon.
Doch irgendwann nach seinem Archontat verließ Kleisthenes mit den übrigen Alkmeoniden Athen, um von außerhalb Widerstand gegen die Peisistratiden zu mobilisieren. Mit finanziellen Zuwendungen an das Orakel von Delphi, die der baulichen Ausgestaltung dienten, wurde die dortige Priesterschaft gegen das Athener Tyrannen-Regime eingenommen. Durch entsprechende Orakelsprüche wurden laut Herodot die Spartaner für Pläne zu einem Sturz der Peisistratiden gewonnen, den Kleomenes I. mit der Vertreibung des Hippias 510 v. Chr. schließlich bewirkte.
Nun kehrten Kleisthenes und die Alkmeoniden aus dem Exil zurück nach Athen. Zunächst Verbündeter, wurde der 508/507 v. Chr. als Archon amtierende Isagoras zum Gegenspieler des Kleisthenes, und es kam zu einer Stasis. Nach einer Intervention des Spartanerkönigs Kleomenes I. zugunsten der Gruppe um Isagoras verließen Kleisthenes und seine politischen Gefährten Athen erneut, konnten aber bald zurückkommen, weil der Rat als Repräsentant weiter Teile der Bürgerschaft sich nun gegen Isagoras und sein zahlenmäßig kleines spartanisches Unterstützerkorps wendete.

Kleisthenes erhielt damit endgültig die Gelegenheit, die politischen Strukturen der attischen Polis durch ein einschneidendes Reformwerk grundlegend neu zu ordnen, und zwar auf eine Weise, die eine Durchmischung der Bürgerschaft bewirkte. Eigentliches Ziel dürfte die Verhinderung einer erneuten Stasis durch die Zerschlagung der bisherigen Parteiungen gewesen sein, doch rückblickend  machten die Reformen Kleisthenes für Herodot zum Demokratie-Begründer.
Ungeklärt ist, ob auf Kleisthenes bereits die Einführung des Ostrakismos zurückgeht, die mit seinem der Isonomie verpflichteten Reformansatz übereinzustimmen scheint und ihm in dem Werk Athenaion politeia zugeschrieben wird. Über das weitere Schicksal des Kleisthenes jenseits seines Reformwerks schweigen die überlieferten Quellen.